# وادي الجرير
وادي الجرير هو أحد أودية نجد في شبه الجزيرة العربية، ويقع ضمن منطقة الرياض ومنطقة القصيم في المملكة العربية السعودية. يبلغ طول الوادي 250 كم ومتوسط انحداره 1 م / كم. ينبع بالقرب من قرية الخضارة الواقعة غرب عفيف، ويصب في وادي الرمة غرب قرية الخطيم، من أهم روافده وادي ساحوق، ووادي المياه.